# Верхняя Верченка
 Верхняя Верченка — деревня в Старошайговском районе Мордовии в составе Новотроицкого сельского поселения.

## География
Находится на расстоянии примерно 25 километров по прямой на восток-северо-восток от районного центра села Старое Шайгово.

## История
Известно с 1869 года как владельческая деревня Инсарского уезда из 25 дворов, название относится к фамилии владельцев.

## Население
Постоянное население составляло 23 человека (русские 96 %) в 2002 году, 10 в 2010 году.